# Discografia dei Boomdabash
La discografia dei Boomdabash, gruppo musicale italiano, è costituita da sei album in studio, una raccolta, trentuno singoli e ventisette video musicali, pubblicati dal 2008.

## Album

### Album in studio
| Anno                                                                          | Titolo | Classifiche | Certificazioni |
| Anno                                                                          | Titolo | ITA         | Certificazioni |
| ----------------------------------------------------------------------------- | --- | ----------- | -------------- |
| 2008                                                                          | Uno - Pubblicato: 2008 - Etichetta: Elianto Edizioni, Jahmekya Music - Formati: CD                                     | —           |                |
| 2011                                                                          | Mad(e) in Italy - Pubblicato: 5 maggio 2011 - Etichetta: Soulmatical - Formati: CD, download digitale, streaming       | —           |                |
| 2013                                                                          | Superheroes - Pubblicato: 11 giugno 2013 - Etichetta: Soulmatical - Formati: CD, download digitale, streaming          | 41          |                |
| 2015                                                                          | Radio Revolution - Pubblicato: 16 giugno 2015 - Etichetta: Soulmatical - Formati: CD, LP, download digitale, streaming | 20          |                |
| 2018                                                                          | Barracuda - Pubblicato: 15 giugno 2018 - Etichetta: Soulmatical - Formati: CD, download digitale, streaming            | 17          | - ITA: Oro     |
| 2023                                                                          | Venduti - Pubblicato: 14 luglio 2023 - Etichetta: Soulmatical - Formati: CD, LP, download digitale, streaming          | 9           | - ITA: Oro     |
| "—" indica una pubblicazione non classificata o non pubblicata in quel Paese. | |             |                |

### Raccolte
| Anno | Titolo | Classifiche | Certificazioni     |
| Anno | Titolo | ITA         | Certificazioni     |
| ---- | --- | ----------- | ------------------ |
| 2020 | Don't Worry (Best of 2005-2020) - Pubblicato: 11 dicembre 2020 - Etichetta: Universal Music - Formati: CD, LP, download digitale, streaming | 7           | - ITA: Platino (2) |

## Singoli

### Come artisti principali
| Anno                                                                          | Titolo                                        | Classifiche | Classifiche | Certificazioni     | Album di provenienza            |
| Anno                                                                          | Titolo                                        | ITA         | SWI         | Certificazioni     | Album di provenienza            |
| ----------------------------------------------------------------------------- | --------------------------------------------- | ----------- | ----------- | ------------------ | ------------------------------- |
| 2008                                                                          | Winner Is a Winner                            | —           | —           |                    | /                               |
| 2009                                                                          | She's Mine                                    | —           | —           |                    | /                               |
| 2009                                                                          | Coming Home/Nah Break Nah Style               | —           | —           |                    | /                               |
| 2011                                                                          | Murder                                        | —           | —           |                    | Mad(e) in Italy                 |
| 2011                                                                          | Dem Ah Idiot                                  | —           | —           |                    | Mad(e) in Italy                 |
| 2012                                                                          | Danger                                        | —           | —           |                    | /                               |
| 2013                                                                          | Sunshine Reggae                               | —           | —           |                    | Superheroes                     |
| 2013                                                                          | Reality Show (con Sud Sound System)           | —           | —           |                    | Superheroes                     |
| 2013                                                                          | Somebody to Love                              | —           | —           |                    | Superheroes                     |
| 2014                                                                          | L'importante (con Otto Ohm)                   | 77          | —           | - ITA: Oro         | /                               |
| 2015                                                                          | Il sole ancora (con The Bluebeaters)          | —           | —           |                    | Radio Revolution                |
| 2015                                                                          | A tre passi da te (feat. Alessandra Amoroso)  | 89          | —           | - ITA: Platino     | Radio Revolution                |
| 2015                                                                          | Il solito italiano (feat. J-Ax)               | —           | —           | - ITA: Oro         | Radio Revolution                |
| 2016                                                                          | Portami con te                                | —           | —           | - ITA: Platino (2) | /                               |
| 2017                                                                          | In un giorno qualsiasi                        | —           | —           |                    | /                               |
| 2018                                                                          | Barracuda (feat. Jake La Furia e Fabri Fibra) | 63          | —           |                    | Barracuda                       |
| 2018                                                                          | Non ti dico no (con Loredana Bertè)           | 8           | —           | - ITA: Platino (2) | Barracuda                       |
| 2019                                                                          | Per un milione                                | 3           | —           | - ITA: Platino (4) | Barracuda                       |
| 2019                                                                          | Mambo salentino (feat. Alessandra Amoroso)    | 4           | 84          | - ITA: Platino (3) | /                               |
| 2020                                                                          | Karaoke (con Alessandra Amoroso)              | 1           | 44          | - ITA: Platino (6) | Don't Worry (Best of 2005-2020) |
| 2020                                                                          | Don't Worry                                   | 11          | —           | - ITA: Platino     | Don't Worry (Best of 2005-2020) |
| 2021                                                                          | Mohicani (con Baby K)                         | 7           | —           | - ITA: Platino (2) | Don't Worry (Best of 2005-2020) |
| 2021                                                                          | Fantastica (con Rocco Hunt)                   | 48          | —           | - ITA: Oro         | Rivoluzione                     |
| 2022                                                                          | Tropicana (con Annalisa)                      | 3           | 70          | - ITA: Platino (4) | Venduti                         |
| 2022                                                                          | Heaven (feat. Eiffel 65)                      | 31          | —           | - ITA: Platino     | Venduti                         |
| 2023                                                                          | L'unica cosa che vuoi                         | 49          | —           | - ITA: Platino     | Venduti                         |
| 2023                                                                          | Lambada (feat. Paola & Chiara)                | 23          | —           | - ITA: Platino     | Venduti                         |
| 2023                                                                          | Manifesto                                     | —           | —           |                    | Venduti                         |
| 2024                                                                          | Tutta un'altra storia                         | —           | —           |                    | Venduti                         |
| 2024                                                                          | Love U/Hate U                                 | 80          | —           | - ITA: Oro         | /                               |
| 2025                                                                          | Una stupida scusa (con Loredana Bertè)        | 73          | —           |                    | /                               |
| "—" indica una pubblicazione non classificata o non pubblicata in quel Paese. |                                               |             |             |                    |                                 |

### Come artisti ospiti
| Anno | Titolo                                                  | Classifiche | Certificazioni     | Album di provenienza |
| Anno | Titolo                                                  | ITA         | Certificazioni     | Album di provenienza |
| ---- | ------------------------------------------------------- | ----------- | ------------------ | -------------------- |
| 2019 | Ti volevo dedicare (Rocco Hunt feat. J-Ax e Boomdabash) | 2           | - ITA: Platino (5) | Libertà              |

## Collaborazioni
| Anno | Titolo                          | Album di provenienza |
| ---- | ------------------------------- | -------------------- |
| 2014 | M.I.A. (Fedez feat. Boomdabash) | Pop-Hoolista         |

## Video musicali
| Anno | Titolo                                      | Regista/i                                     |
| ---- | ------------------------------------------- | --------------------------------------------- |
| 2011 | Murder                                      | Matteo "Uzzi" Bombarda, Davide "Gatto" Polato |
| 2011 | Dem Ah Idiot                                | Davide "Gatto" Polato                         |
| 2012 | Danger                                      | Luca Tartaglia                                |
| 2013 | Sunshine Reggae                             | Luca Tartaglia                                |
| 2013 | Reality Show (con Sud Sound System)         | Mauro Russo                                   |
| 2013 | Somebody to Love                            | Mauro Russo                                   |
| 2014 | L'importante (con Otto Ohm)                 | Luca Tartaglia                                |
| 2015 | Un attimo                                   | Mauro Russo                                   |
| 2015 | Il sole ancora (con The Bluebeaters)        | Luca Tartaglia                                |
| 2015 | Il solito italiano (con J-Ax)               | Mauro Russo                                   |
| 2016 | Portami con te                              | Mauro Russo                                   |
| 2017 | In un giorno qualsiasi                      | Mauro Russo                                   |
| 2018 | Barracuda (con Jake La Furia e Fabri Fibra) | Enea Colombi                                  |
| 2018 | Non ti dico no (con Loredana Bertè)         | Cosimo Alemà                                  |
| 2019 | Per un milione                              | Fabrizio Conte                                |
| 2019 | Mambo salentino (con Alessandra Amoroso)    | Fabrizio Conte                                |
| 2019 | Ti volevo dedicare (con Rocco Hunt e J-Ax)  | Fabrizio Conte                                |
| 2020 | Karaoke (con Alessandra Amoroso)            | Fabrizio Conte                                |
| 2020 | Don't Worry                                 | Fabrizio Conte                                |
| 2021 | Mohicani (con Baby K)                       | Fabrizio Conte                                |
| 2021 | Fantastica (con Rocco Hunt)                 | Fabrizio Conte                                |
| 2022 | Tropicana (con Annalisa)                    | Fabrizio Conte                                |
| 2022 | Heaven (con Eiffel 65)                      | Fabrizio Conte                                |
| 2023 | Lambada (con Paola & Chiara)                | Fabrizio Conte                                |
| 2024 | Tutta un'altra storia                       | Fabrizio Conte                                |
| 2024 | Love U/Hate U                               | Diego Ferri                                   |
| 2025 | Una stupida scusa                           | Fabrizio Conte                                |